# Naevis
naevis(나이비스)는 SM엔터테인먼트 소속 첫 버추얼 아티스트이자, aespa와 가상세계 속 aespa의 아바타인 æ-aespa를 서포트해주는 든든한 조력자이자 안내자 역할을 하는 가상세계 속 신비로운 존재이다.

## 음반 목록

### 디지털 싱글
- 2024년 9월 10일 《Done》
- 2025년 8월 7일 《Sensitive》